# Tinimbang Ka Ngunit Kulang
Tinimbang Ka Ngunit Kulang (Tagalog, wörtl. etwa Du wurdest gewogen, aber es ist zu wenig; weltweit veröffentlicht unter dem englischen Titel Weighed But Found Wanting) ist ein philippinischer Film des Regisseurs Lino Brocka aus dem Jahr 1974. Der Titel ist eine Anspielung auf die Interpretation der Wandinschrift Mene mene tekel u-parsin durch den Propheten Daniel in der Bibel (Dan 5,1-25 ). Der Film gilt als einer der wichtigsten im Werk von Brocka.

## Handlung
Der Film beginnt mit einer Rückblende. In einer abgeschiedenen Hütte wird an der weiblichen Hauptperson Kuala (Lolita Rodriguez) eine von Cesar Blanco (Eddie Garcia), dem Vater des Kindes, erzwungene Abtreibung vollzogen. Die Abtreibung gelingt, aber noch während Kuala den Fetus unter einem Baum beerdigt, verfällt sie in Apathie. Nach einer Überblendung erwacht Kuala, aber während sie ziellos in der Hitze umherläuft, verliert sie ihren Verstand.
Nach einem Zeitsprung (mehrere Jahre) in die Gegenwart, durchstreift Kuala als Obdachlose in zerlumpten Kleidern und mit krätzigem Haar ihr kleines Heimatdorf. In einem geparkten Auto entdeckt sie Cesar küssend zusammen mit einer jungen Frau und klagt ihn mit einem selbstgemachten Holzkreuz an, das sie immer bei sich trägt. Sie ist gezwungen, ihr Essen zu stehlen, und wird von den Dorfbewohnern verspottet und angegriffen. Später im Film wird sie von dem durch ein lepranöses Löwengesicht entstellten Bertong „Berto“ Ketong (Mario O’Hara) aufgenommen. Dieser hat zunächst wollüstige Motive und lockt sie mit Hilfe einer Rassel in sein Haus. Im weiteren Verlauf beschützt und umsorgt er Kuala allerdings.
Parallel dazu wird die Geschichte von Junior Blanco (Christopher de León), dem ehelichen Sohn Cesars, erzählt. Dieser sucht in den Gefühlswirren des Erwachsenwerdens nach Orientierung. Zu Hause ist er Zeuge der elterlichen Streitereien wegen des promiskuitiven Lebenswandels seines Vaters und seiner verlorenen Wahl zum Bürgermeister. Bei einem nächtlichen Streich zusammen mit seinen Freunden bedrängen sie Berto und Kuala. Nur Junior fühlt sich nach der Aktion schuldig und kehrt später zurück, um sich zu entschuldigen. Nachdem er seine Freundin Evangeline (Hilda Koronel) beim Flirten beobachtet, betrinkt er sich und wird von Milagros (Laurice Guillen) verführt, die ihn aber gleich wieder verlässt. Unzufrieden mit den chauvinistischen Antworten seines Vaters zu diesem Thema, findet er in Berto einen Ratgeber und freundet sich mit ihm und Kuala an. Bei einem gemeinsamen Spaziergang verschwindet Kuala. Junior und Berto finden sie aufgewühlt unter dem Baum, wo ihr Fetus begraben ist. Sie fleht Berto mit dem falschen Namen Cesar an, nicht ihr Kind zu töten.
Als die Schwangerschaft von Kuala offensichtlich wird, zwingt sie die Dorfgemeinschaft unter Führung der Asociación de las Damas Cristianas (Vereinigung der christlichen Damen) in die Obhut der Vorsteherin Lola Jacoba (Rosa Aguirre), was einem Gefängnis gleichkommt. Junior erfährt von dem Unglück und bittet seinen Vater, seinen politischen Einfluss geltend zu machen. Dieser lehnt ab, woraufhin Junior auf eigene Faust der hochschwangeren Kuala zur Flucht verhilft. Nach dem kurzen Glück des Wiedersehens ist für Berto klar, dass Kuala wieder zurück muss. Er verspricht ihr, sie nach der Entbindung zu sich zu holen. Allerdings weiß er nichts von Jacobas Plan, Kuala in einer Nervenheilanstalt in Manila einzusperren.
Einige Tage später beginnen bei Kuala nachts die Wehen. Panisch flieht sie in Bertos Hütte. Dieser bittet den Dorfarzt, bei der Geburt zu helfen. Als er ablehnt, nimmt ihn Berto als Geisel. Die Dorfbewohner, darunter auch Junior, werden durch das Geschrei der Ehefrau geweckt und alle verfolgen das Paar. Der Doktor kann sich losreißen und Berto wird von der Polizei erschossen, als er ihn erneut verfolgt.
Schwer betroffen von Bertos Tod eilt Junior in die Hütte, wo Kuala mittlerweile einen Jungen geboren hat, aber der Blutverlust während der Geburt war zu groß. In der Agonie begriffen, kehrt ihr Verstand zurück. Sie erkennt Cesar in der Menge und enthüllt sein Geheimnis. Sie gibt Junior das Baby und stirbt. Mit anklagenden Blicken schreitet Junior durch das Spalier der Dorfbewohner und verlässt den Ort des Geschehens.

## Hintergrund

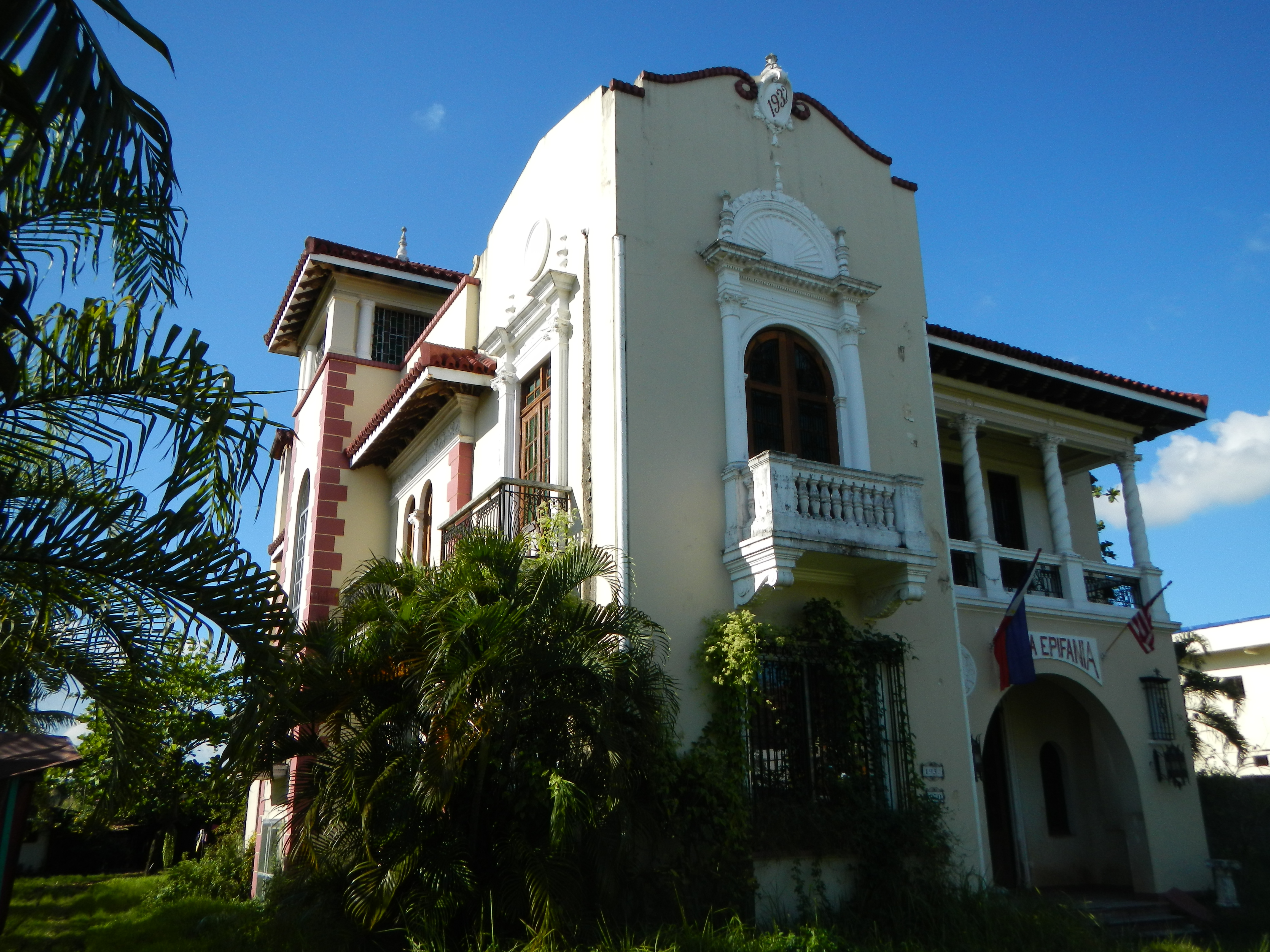
Drehort Villa Epifania

Der Film war die erste Produktion der von Brocka gegründeten Produktionsfirma Cinemanila. Er selbst bezeichnete den Film als seinen „ersten Roman“, um auszudrücken, dass der Hauptcharakter starke autobiographische Bezüge hat. Die Rolle des Vaters zeigt auffällige Parallelen zu seinem eigenen Vater, Regino Brocka, der ebenfalls politisch aktiv und promiskuitiv war. Die religiösen Motive im Film sind durch seine missionarische Tätigkeit auf Molokai beeinflusst. Die kleine Nebenepisode des schwulen Lehrers, über den sich die Jugendlichen lustig machen, könnte ebenfalls eine Erfahrung Brockas sein.
Das Haus der Blancos ist die Villa Epifania in Santa Rita.

## Auszeichnungen
Filipino Academy of Movie Arts and Sciences Awards (FAMAS) 1975:
- Bester Film
- Bester Regisseur (Lino Brocka)
- Beste Hauptdarstellerin (Lolita Rodriguez)
- Bester Hauptdarsteller (Christopher de Leon)
- Beste Filmmusik (Lutgardo Labad)
- Bester Song (Emmanuel Lacaba for Awit ni Kuala)